# Friedenweiler
Friedenweiler es un pueblo y balneario climático en el distrito de Brisgovia-Alta Selva Negra en Baden-Wurtemberg, Alemania, aproximadamente seis km al este de Titisee-Neustadt.